# Gunnarsjö församling
Gunnarsjö församling var en församling i Göteborgs stift och i Varbergs kommun. Församlingen uppgick 2006 i Kungsäters församling.

## Administrativ historik
Gunnarsjö församling har medeltida ursprung. Församlingen var till 2006 annexförsamling i pastoratet Kungsäter, Gunnarsjö, Grimmared och Karl Gustav. Församlingen uppgick 2006 i Kungsäters församling.

## Kyrkobyggnader
- Gunnarsjö kyrka